# Schmidt-Pechan-Prisma

Schmidt-Pechan-Prisma, Seitenansicht (oben) und 3D-Ansicht (unten)

Das Schmidt-Pechan-Prisma ist ein optisches Umkehrprisma, das eine vollständige Bildumkehr (Bilddrehung um 180°) ohne Strahlversatz ermöglicht.
Es wird unter anderem in kompakten Ferngläsern, Mikroskopen oder Periskopen eingesetzt.

## Aufbau und Funktion
Das Schmidt-Pechan-Prisma besteht aus zwei Prismen mit dreieckiger Grundfläche, die durch einen Luftspalt voneinander getrennt sind. Es lässt sich als Kombination aus einem 45°-Bauernfeind-Prisma und einem einfachen Schmidt-Prisma auffassen. Bei Letzterem ist eine Dreiecksfläche zu zwei untereinander rechtwinkligen Dachkantflächen gefaltet.
Die Bildumkehr wird durch insgesamt sechs Reflexionen (zwei davon in den Dachkantflächen) erreicht. Abhängig von der verwendeten Glassorte müssen die zweite Reflexionsfläche und/oder die Dachkantflächen verspiegelt werden, da dort der kritische Winkel für Totalreflexion nicht erreicht wird.
Das erste Prisma dient als umlenkendes „Korrekturprisma“ für das zweite Prisma (das Schmidt-Prisma). Es erzeugt eine 45°-Umlenkung. Das Licht tritt senkrecht ein und wird an der inneren Grenzfläche zum Luftspalt totalreflektiert. Durch eine  Reflexion an der Unterseite des Prismas wird der Lichtstrahl anschließend senkrecht auf die Grenzfläche zum Luftspalt bzw. die Einfallsfläche des zweiten Prismas gelenkt. Der senkrechte Einfall dient der Verhinderung eines Strahlversatzes durch Brechung und der Minimierung von Reflexionsverlusten an den Ein- und Austrittsflächen. Durch die zweifache Reflexion wird nur der Strahlverlauf umgelenkt, die Bildorientierung bleibt unverändert (nicht spiegelverkehrt).
Die Dreieckswinkel im zweiten Prisma sind so gewählt, dass der Strahlengang im Hauptschnitt um 315° weiter umgelenkt wird. Die gesamte Umlenkung ist 360°, der austretende Strahl fluchtet mit dem eintretenden. Ein übertragenes am Anfang kopfstehendes Bild wird aufgerichtet (Drehung um eine horizontale Gerade um insgesamt 180°) und damit der übliche Einsatzzweck erfüllt. Damit das Bild seitenrichtig bleibt, erfolgt mit Hilfe der Dachkantflächen eine gerade Anzahl von Reflexionen (4 im zweiten Prisma). Im Dachkantprismenteil wird das Bild in der Mitte gespalten, und die Halbbilder werden getrennt je zweimal reflektiert, bevor sie sich wieder vereinigen.

## Vor- und Nachteile
Das Schmidt-Pechan-Prisma bietet im Vergleich zu Prismen mit ähnlicher Funktion (z. B. das Abbe-König-Prisma) den Vorteil einer sehr kompakten Bauweise.
Nachteilig sind hingegen der verhältnismäßig lange Strahlweg im Prisma und die im Vergleich zu ähnlichen Prismen (z. B. das  Abbe-König- oder Räntsch-Prisma) etwas größere Bauhöhe. Zudem ist es aufgrund seiner Komplexität etwas teurer als andere Systeme, beispielsweise das Porro-Prisma. Die Forderung an die Genauigkeit des 90°-Winkels an der Dachkante innerhalb weniger Bogensekunden ist ein weiterer Teuerungsfaktor.